# 謝潑德·史密斯
謝潑德·史密斯（Shepard Smith，1964年1月14日—）是美國的一位電視新聞主播。他曾經擔任Fox Report節目的主播。2013年10月開始，他出任Shepard Smith Reporting節目的主持。史密斯出生在密西西比州，曾就讀於密西西比大學並主修新聞學。他主持的Fox Report是美國有線電視收視率最高的新聞節目之一。他還客串出演過電影。

## 外部連結
- Shepard Smith biography（页面存档备份，存于） at FoxNews.com
- Shepard Smith Reporting official website（页面存档备份，存于）
- 謝潑德·史密斯在互联网电影资料库（IMDb）上的資料（英文）
- C-SPAN內的頁面（英文）